# 受胎告知 (リッピ、ミュンヘン)
『受胎告知 』（じゅたいこくち、伊: Annunciazione）、または『ムラーテの受胎告知』（ムラーテのじゅたいこくち、伊: Annunciazione delle Murate）は、イタリア・ルネサンス期の画家フィリッポ・リッピによって1443年から1450年ごろ制作された。ミュンヘンのアルテ・ピナコテークにある。
絵画は、聖霊の象徴である鳩がやってきている間に、胸に手を置いて、イエスの母としての自分の役割を謙虚に受け入れている聖母マリアを描いている。天使は彼女の隣にひざまずいており、胸に手を添えて挨拶のサインをしている。場面は、近くの庭に通じる柱廊で枠どられている。この柱廊は、聖母の純潔を示す閉ざされた庭を象徴している。絵画は、19世紀にフィレンツェのスオーレ・ムラーテ修道院からミュンヘンの王室コレクションに入った。

## 関連作品
- リッピの受胎告知（バルベリーニ宮国立古典絵画館）
- 受胎告知（ドーリア・パンフィーリ美術館）